# Servetseza Kadın
Servetseza Kadın, född 1823, död 1878, var den osmanska sultanen Abd ül-Mecid I:s hustru nummer ett och huvudhustru.
Hon var ursprungligen cirkassier och fördes till hovet via slavhandeln på Svarta havet. Hon tillhörde under sin uppväxt i prinsessan Esmas hushåll. När Abd ül-Mecid I besteg tronen år 1839, valdes hon vid sexton års ålder ut av Esma till att bli den nya sultanens första hustru. Hon fick även första rang bland alla hans med tiden alltfler hustrur, och behöll den rangen till hans död. 
När hennes svärmor Bezmiâlem Sultan avled 1853, fick hon ansvaret för det kejserliga osmanska haremet. Hennes syster utnämndes till haremets skattemästare. Servetseza Kadın fick inga barn men blev fostermor för sin styvson Mehmet V. Hon beskrevs som intressant och begåvad, men utan större charm.
När Abd ül-Mecid I avled 1861 lämnade hon haremet och drog sig tillbaka till sitt eget palats.